# Зоран Милески
Зоран Мития Милески (на македонска литературна норма: Зоран Митиjа Милески) е югославски и северномакедонски офицер, генерал-майор от Република Македония.

## Биография
Роден е на 22 април 1958 г. в бродското село Лубще. През 1988 г. завършва средно образование в Задар, а през 1991 г. и Военната академия на Сухопътните войски на ЮНА с артилерийски профил. Започва службата си като командир на взвод в Карловац, а през 1992 г. преминава в армията на Република Северна Македония е командир на взвод в Кичево (до 1994). В периода 1994 – 2001 г. е командир на артилерийска батарея в 13-та пехотна бригада на втори армейски корпус, като последователно е в гарнизоните в Прилеп (1994 – 1996) и Кичево (1996 – 2001). От 2001 до 2004 г. е командир на смесен артилерийски дивизион. През 2003 г. завършва Команднощабна академия в Скопие. Между 2004 и 2006 г. е помощник по артилерията на C-3 в бригада в Кичево. От 2006 до 2009 г. е началник на C-3/7 в бригада в Кичево. През 2009 г. завършва магистратура по стратегическо ръководство на отбраната и въоръжените сили във Факултета по национална отбрана и сигурност на Военната академия в София. В периода 2009 – 2015 г. е началник-щаб на бригада в Кичево (до 2012) и Петровец (2012 – 2015). От 2015 до 2016 г. е командир на бригада в Обединеното оперативно командване на армията на Република Македония. Между 2016 и 2018 г. е командир на Обединеното оперативно командване. От 21 май 2018 г. е директор на Генералния щаб на армията на Република Македония.

## Военни звания
- Артилерийски подпоручик (1991)
- Поручик (1993)
- Капитан (1996)
- Капитан 1 клас (1999), предсрочно
- Майор (2003)
- Подполковник (2007)
- Полковник (2011)
- Бригаден генерал (2015)
- Генерал-майор (2018)

## Награди
- Сребърна значка за долгогодишна служба в Армията на Република Македония, 2012 година;
- Златна значка на Армията на Република Македония, 2013 година;
- Бронзова значка на Армията на Република Македония, 2014 година;